# Sophronica madecassa
Sophronica madecassa là một loài bọ cánh cứng trong họ Cerambycidae.